# Mitt ljus, mitt liv, o Jesu kär!
Mitt ljus, mitt liv, o Jesu kär! är en morgonpsalm med femton 4-radiga verser publicerad i Lilla Kempis, Andeliga sånger som första sången. Det är en anonym översättning från tyskan av Gerhard Tersteegens O Jesu, meines Lebens Licht. 
Psalmen återöversattes av Maria Arosenius 1931 med titelraden "Du livets ljus, o Jesu kär" under rubriken "En troende själs morgonbön".

## Publicerad som
- Första sången i Lilla Kempis, Andeliga sånger, 1876.